# Palo Alto (film 2013)
Palo Alto è un film del 2013 scritto e diretto da Gia Coppola.
È l'adattamento cinematografico dalla raccolta di racconti del 2010 In stato di ebbrezza (Palo Alto: Stories), scritta da James Franco, anche tra gli interpreti del film. Fanno parte del cast Emma Roberts, Jack Kilmer e Nat Wolff.

## Trama
Gli adolescenti della città californiana di Palo Alto vivono il malessere adolescenziale facendo uso di droghe leggere ed alcool, andando alle feste in casa di amici e facendo bravate, il tutto accompagnato dalle prime esperienze in materia di sesso e cuore. April e Teddy provano infatti qualcosa l'una per l'altro, ma non riescono a prendere l'iniziativa, prede rispettivamente di una cotta per il professore di ginnastica la prima e di un rapporto conflittuale col miglior amico Fred, un ragazzo ombroso e pronto ad esplodere, il secondo.

## Colonna sonora
La colonna sonora del film, con canzoni originali di Devonté Hynes e Robert Schwartzman, è stata pubblicata negli Stati Uniti il 3 giugno 2014 dalla Domino Recording Company.
1. Palo Alto – Devonté Hynes
2. Ode to Viceroy – Mac DeMarco
3. Fútbol Americano – Robert Schwartzman
4. Champagne Coast – Blood Orange
5. 5FT7 – Tonstartssbandht
6. Is This Sound Okay? – Coconut Records
7. Rock Star (versione cinematografica) – Nat & Alex Wolff
8. Senza mamma – Francesco Pennino
9. Graveyard – Robert Schwartzman
10. So Bad – Robert Schwartzman
11. April's Daydream – Devonté Hynes
12. It's You – Robert Schwartzman
13. T.M. – Jack Kilmer
14. You're Not Good Enough – Blood Orange

## Promozione
Il primo trailer del film è stato diffuso online il 30 agosto 2013.

## Distribuzione
Il film è stato presentato in anteprima al Telluride Film Festival il 29 agosto 2013, per poi avere una distribuzione limitata nelle sale cinematografiche statunitensi a partire dal 9 maggio 2014.
In Italia, il film è stato presentato in anteprima il 1º settembre 2013 alla 70ª edizione della Mostra internazionale d'arte cinematografica di Venezia, nella sezione Orizzonti.

## Accoglienza

### Incassi
Il film ha incassato 768.000 dollari negli Stati Uniti e 152.000 nel resto del mondo, per un totale di 920.000 dollari.

### Critica
Sull'aggregatore di recensioni online Rotten Tomatoes, il film detiene un percentuale di gradimento da parte della critica del 69%, basata su 126 recensioni, con una media del 6,2. Metacritic, assegna al film una media ponderata di 69 su 100, basato su 34 recensioni da parte della critica, a significare "recensioni tendenzialmente favorevoli".

## Riconoscimenti
- 2013 - Mostra internazionale d'arte cinematografica[5]
  - In concorso (Orizzonti)